# 宮川粂次郎
宮川 粂次郎（みやかわ くめじろう、天保3年（1832年） - 明治8年（1875年）3月7日）は、江戸時代末期（幕末）から明治にかけての人物。新選組局長・近藤勇の次兄。天然理心流門人。幼名は粂蔵。諱は宗信。宗兵衛、惣兵衛、総兵衛とも。一時、佐藤姓を名乗った。

## 生涯
農民である宮川久次郎の次男として誕生し、嘉永元年（1848年）、弟・勝五郎（後の勇）に説得されて、しぶしぶ近藤周助の天然理心流に入門。盗賊相手に勝負を挑もうとするなど、血気に逸る性格で腕も立つが、剣術の稽古には不熱心だったといわれる。その後、多摩郡野中新田の佐藤家に婿養子として迎えられ、佐藤宗兵衛と名乗るが、安政2年（1855年）に佐藤家と離縁し宮川家へ戻る。
元治元年（1864年）、京都へ上洛。禁門の変を間近で見聞し、兄・宮川音五郎へ弟・勇が率いる新選組の様子を手紙で伝えた。慶応元年（1865年）10月、郷里に帰る。